# 藥物戒斷
藥物戒斷（英語：Drug withdrawal，也稱為藥物戒斷症候群（drug withdrawal syndrome），或是物質戒斷症候群（substance withdrawal syndrome） 是在突然停止或是減少攝取治療用藥品或是娛樂性藥物時所出現的一組醫學徵象。
人們先會發展出一種物質依賴的狀況，之後才會發生戒斷症狀。這種依賴或為身體依賴、或是心理依賴，甚至是兩者兼具。物質依賴是在攝取一種或多種物質，經過一段時間後才會發展出來。
依賴性有劑量相對反應關係，而戒斷症狀隨所攝取的物質類型而異。例如，長期使用抗抑鬱藥物與使用鴉片類藥物（如海洛因）相比，同樣是停用之後，會導致相當不同的反應，鴉片類藥物的戒斷症狀包括焦慮、盜汗、嘔吐、以及腹瀉。酒精戒斷症狀包括易怒、疲勞、顫抖、盜汗、和噁心。而尼古丁的戒斷症狀是易怒、疲勞、失眠、頭痛、和注意力無法集中。許多處方藥和合法的非處方藥也會在個人停止服用時發生戒斷症狀，即使是個人遵照醫生的指示服用，也可能會有此種狀況發生。
給藥途徑，無論是靜脈注射、肌肉注射、口服給藥或是其他方式，也會在戒斷症狀的嚴重程度上發揮作用。戒斷有不同的階段；一般來說，一個人會開始感覺難過（崩潰，可用crash或是comedown表達 )，進展為更難過，這情況維持一段時間後，症狀開始消失。然而，某些藥物（巴比妥類藥物、苯二氮䓬類藥物、酒精飲料、糖皮質激素）的戒斷症狀可能會發生致命的後果。雖然鴉片劑（和一些其他藥物）的戒斷症狀很少會致命，但會因為胎兒戒斷症狀而導致流產。英文中把突然停止使用某種物質和隨之而來的生理表現稱為cold turkey。
當使用藥物，而讓人們忽略長期營養不良、疾病、慢性疼痛、感染（透過靜脈注射攝取藥物者中很常見）或是睡眠不足的情況，戒斷症狀可能會更為嚴重，這些情況是伴隨藥物濫用而產生的結果。一旦停止用藥，前述情況可能會重新顯現，而與戒斷症狀混雜在一起。

## 對體內平衡的影響
體內平衡是人體維持大腦以及整個身體中某種程度化學平衡的能力。例如，因寒冷而顫抖的功能可產生熱量，使人體溫度保持在攝氏37°（或是華氏98.6°）左右。藥物使用和戒斷會在許多方面影響到體內平衡。當人體系統中有藥物存在的時候，人體內部系統會透過不同的反調節方法來創造一種新的體內平衡狀態。所使用的方法包含調整身體的神經遞質、激素和其他物質的水準，以應對那些添加到身體的藥物。

## 物質
戒斷症候群的例子（加上國際疾病傷害及死因分類標準第十版（ICD-10）編號）有：
- F10.3 酒精戒斷症候群（可導致震顫性譫妄）
- F11.3 鴉片類藥物戒斷（參見鴉片類藥物使用疾患 ），包括美沙酮戒斷[8]
- F12.3 大麻戒斷（參見大麻的影響（英语：effects of cannabis））
- F13.3 苯二氮䓬類藥物戒斷症候群
- F14.3 古柯鹼戒斷（參見古柯鹼依賴（英语：Cocaine dependence））
- F15.3 咖啡因戒斷
- F17.3 尼古丁戒斷（英语：nicotine withdrawal）

## 症狀
戒斷症狀隨人使用的藥物而異。

### 渴望
在戒斷時期中，渴望是種對產生戒斷的物質所生出的心理衝動。而這種物質可為酒精，或是某種藥物，但不僅限於此。
停用不同的成癮藥物，渴望存在持續的時間差異很大。例如戒菸，大約需要6-12個月後才會顯著緩解，但即使是戒菸多年後，也可能會短暫出現渴望的感覺。
看到相關對象，或是經歷與藥物或使用藥物相關的時刻，都可能會觸發渴望，這種現像被稱為急性戒斷後症候群，對於某些藥物，這種渴望可能會在使用者的餘生中繼續存在。對於酒精戒斷症候群, 情況會在幾個月內逐漸改善，對於嚴重者，則要過好幾年才會逐漸好轉。

## 處方藥
如上所述，許多處方藥不應在未經醫生建議和監督的情況下突然停用，特別是如果藥物會產生依賴性，或者是這些受到治療的病症具有潛在危險，而一旦停藥可能會復發，如糖尿病、哮喘、心臟病和許多心理或神經系統疾病（如癲癇、抑鬱症、高血壓、精神分裂症和精神症）。精神分裂症和精神症患者停止服用抗精神病藥後，需要監測，以預防急性戒斷症狀發生，或是病症復發。
例如停用抗憂鬱藥可能會導致停用抗憂鬱藥症候群的發生。然而，在醫生的仔細監控下，良好的用藥排序以及停藥，可把成本降低、簡化開藥方案、降低不良藥物反應和多重用藥的風險、把藥物集中用在發揮最大功效之處，並防止因著力在成本而導致藥物使用不足的情況。
由澳大利亞八校聯盟醫事人員與藥劑師開發出的失智症患者共病健康狀況藥物適當性遵循準則(MATCH-D)，特別提醒失智症患者在停藥後較有可能出現不良反應，而他們無法提出翔實的報告，因此必須對這類患者給予仔細的監測。

### 抗高血壓藥
最新的證據並未顯示，停止使用治療老年人高血壓或預防心臟病的藥物，與繼續使用者作比較，在全因死亡率和心臟病發作的發生率有影響。前述研究是採用品質不佳的資料，結論說停止服用抗高血壓藥物可能屬於安全。然而，老年人不應該在沒諮詢醫事人員就停止藥物治療。